# Eclissi solare del 23 gennaio 1917
L'eclissi solare del 23 gennaio 1917 è stato un evento astronomico che ha avuto luogo il suddetto giorno attorno alle ore 07:28 UTC. Tale evento ha avuto luogo nella parte centrale e occidentale dell'Eurasia e nelle aree circostanti. L'eclissi del 23 gennaio 1917 divenne la prima eclissi solare nel 1917 e la 38ª nel XX secolo. La precedente eclissi solare ebbe luogo il 24 dicembre 1916, la seguente il 19 giugno 1917.
Il giorno della luna nuova (novilunio), la differenza tra le distanze apparenti di luna e sole osservate sulla terra è estremamente piccola. In tale momento, se la luna si trova in prossimità del nodo lunare, cioè uno dei due punti in cui la sua orbita interseca l'eclittica, si verifica un'eclissi solare. Quando vi è assenza di ombra e la penombra raggiunge parte dell'estremità settentrionale o meridionale della terra, si verifica un'eclissi solare parziale, che si verifica quindi presso le regioni polari della Terra. 

## Percorso e visibilità
Questa eclissi solare parziale poteva essere vista nella maggior parte dell'Europa esclusa la costa occidentale, nella regione dell'Africa subsahariana, in Asia occidentale, nell'India britannica nord occidentale (ora l'India nord occidentale e Pakistan), in Cina nord occidentale e in Russia centrale e occidentale escluse le regioni limitrofe all'Oceano Artico.

## Eclissi correlate

### Eclissi solari 1913 - 1917
Questa eclissi è un membro di una serie semestrale. Un'eclissi in una serie semestrale di eclissi solari si ripete approssimativamente ogni 177 giorni e 4 ore (un semestre) in nodi alternati dell'orbita della Luna.